# Осми путник против Предатора
Осми путник против Предатора (енгл. Alien vs. Predator; „Туђин против Предатора”) је научнофантастично/акциона медијска франшиза. Серија је кросовер између франшиза Осми путник и Предатор, приказујући две врсте у сукобу једна с другом. Почела је као серија стрипова 1989. године, да би 1990их била адаптирана у серију видео-игара. Продуцирана и дистрибуирана за 20th Century Fox, серија је почела са филмом Осми путник против Предатора (2004), редитеља Пола Вилијама Скота Андерсона и прати га филм Осми путник против Предатора 2 (2007), редитеља браће Штраус и развој трећег филма одложен је на неодређено време. Серија је довела до бројних издвајања романа, стрипова и видео-игарачких спин-офова попут Aliens vs. Predator објављене 2010. године.

## Радња
Франшиза Осми путник против Предатора приказује серију смртоносних сусрета између човечанства и две непријатељске ванземаљске врсте: ванземаљаца, свирепа, ендопараситоидна бића и предатора, технолошки напредни ратници који лове друге опасне облике живота за спорт. Преовлађујуће се развијајући у данашње време 21. века, серија представља преднаставак франшизе Осми путник и спин-оф франшизе Предатор, приказујући најранији сусрет човечанства са обе ванземаљске врсте и како они обликују људску цивилизацију која се види у филмовима Осми путник.
Током читаве серије публика види умешаност претеча Weyland-Yutani Corporation у историји ових ванземаљских бића јер Weyland Industries, на челу са Чарлсом Бишопом Вејландом, тражи бесмртност и напредак компаније, док Yutani Corporation, на челу са гђом. Јутани, покушава да проучи ова ванземаљска бића и стекне њихову технологију у научне и војне сврхе. Усред акција две корпорације, цивилни ликови су присиљени да преживе најезде ванземаљаца и сукобе са предаторима, што ће на крају довести до будућег спајања два предузећа и развоја међузвезданих путовања и других напредних технологија.

## Филмови
| Филм                           | Датум објављивања у С.А.Д. | Редитељ(и)                | Сценариста(и)             | Прича                                                 | Продуцент(и)                                         |
| ------------------------------ | -------------------------- | ------------------------- | ------------------------- | ----------------------------------------------------- | ---------------------------------------------------- |
| Осми путник против Предатора   | 13. август 2004.           | Пол Вилијам Скот Андерсон | Пол Вилијам Скот Андерсон | Пол Вилијам Скот Андерсон, Ден О'Бенон и Роналд Шусет | Џон Дејвис, Гордон Карол, Дејвид Гајлер и Волтер Хил |
| Осми путник против Предатора 2 | 25. децембар 2007.         | Грег и Колин Штраус       | Шејн Салерно              | Шејн Салерно                                          | Џон Дејвис, Дејвид Гајлер и Волтер Хил               |